# Albrecht-Dürer-Straße (Nürnberg)

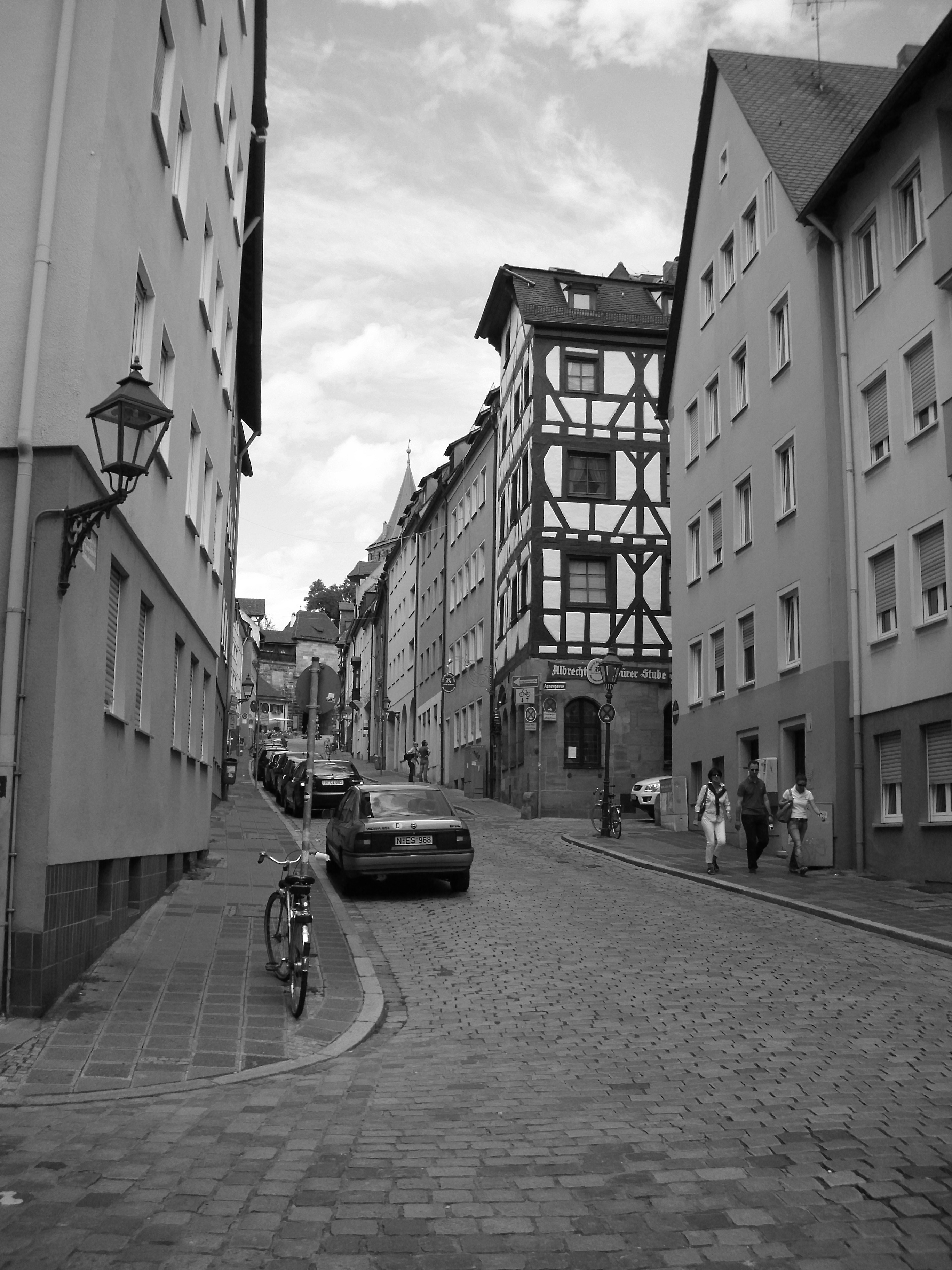
Albrecht-Dürer-Straße

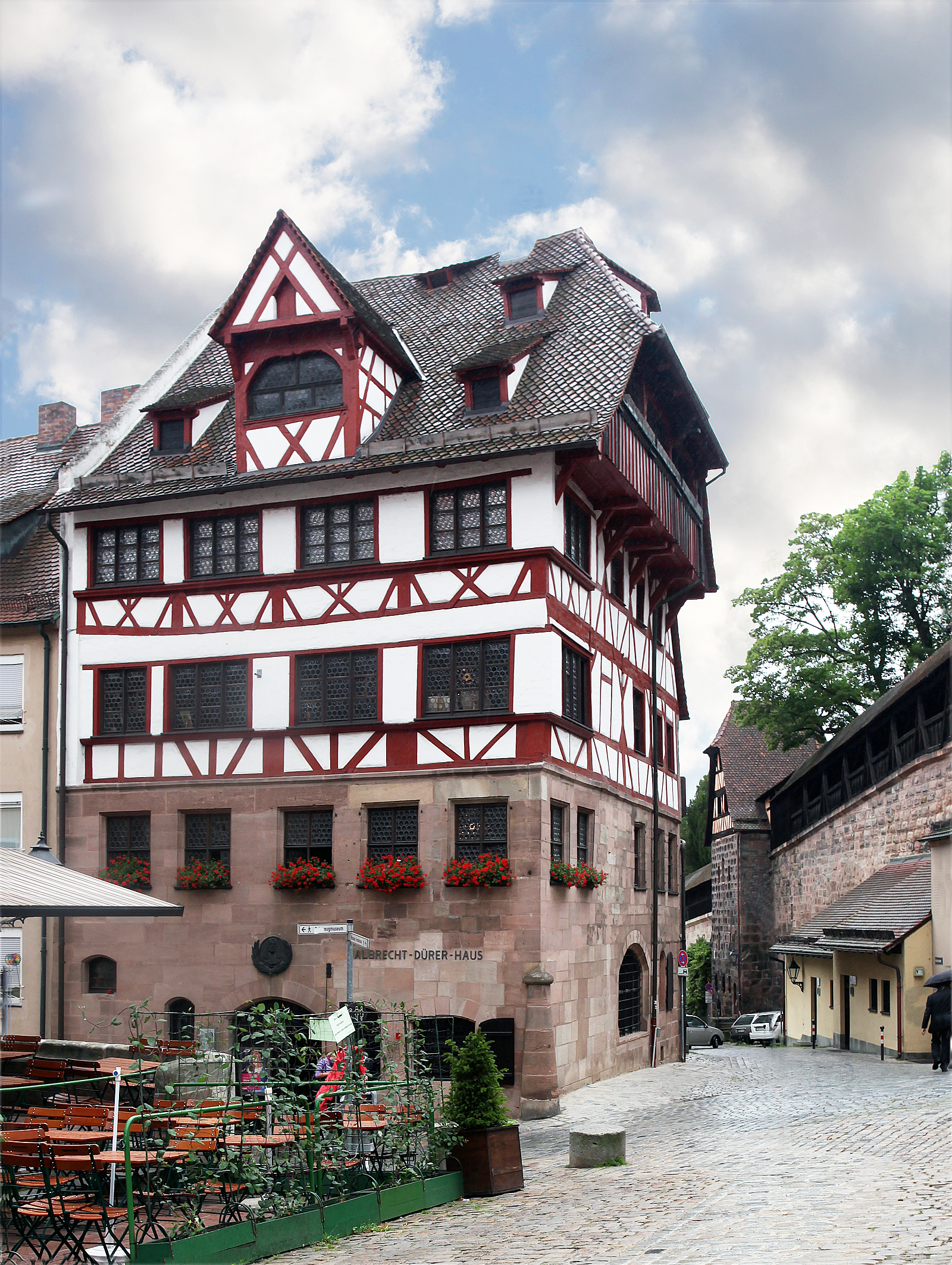
Albrecht-Dürer-Haus

Die Albrecht-Dürer-Straße im Nürnberger Viertel Sebald, die einmal Zistelstraße hieß, wurde nach dem Maler Albrecht Dürer benannt. Die Hausnummer 39 ist das Albrecht-Dürer-Haus. Die Straße ist mit ihrer mittelalterlichen Fachwerkarchitektur denkmalgeschützt. Es gibt allerdings auch Gebäude in Stein, die in späterer Zeit entstanden. Sie beginnt an der Lammsgasse und endet an der Neutormauer. Eine Querstraße ist die Agnesstraße, benannt nach Dürers Frau Agnes Frey.
Siehe: Liste der Baudenkmäler im Nürnberger Stadtteil Sankt Sebald.